# Unique (groupe)
Pour les articles homonymes, voir Unique.
Unique était un groupe musical new-yorkais de post-disco notamment connu pour leur titre What I Got Is What You Need sorti en 1983. Le groupe était composé du compositeur Deems J. Smith et de Darryl K. Henry.

## Discographie
| Titre                       | Année | Label       |
| --------------------------- | ----- | ----------- |
| What I Got Is What You Need | 1983  | Prelude CBS |
| You Make Me Feel So Good    | 1984  | Prelude     |